# Tutta la città ne sparla
Tutta la città ne sparla (Rendezvous with Annie) è un film statunitense del 1946 diretto da Allan Dwan.